# Filippo Coppola
Filippo Coppola   (9 d'agost de 1628 - 26 de febrer de 1680) va ser un compositor italià.
Fou mestre de capella de la capella reial de Nàpols de 1658 a 1680. Amb Manuel García Bustamante va compondre, o va reorganitzar la composició d'un compositor espanyol, El robo de Prosèrpina i sentència de Júpiter com Las faticas de Ceres a Nàpols el 1678.